# Xandó Batista
Cyrillo Xandó Baptista (São Paulo, 4 de julho de 1920 – São Lourenço, 1 de outubro de 1992) foi um ator e dublador brasileiro .

## Biografia
Seu trabalho artístico começou em teatro, na peça Homens ao Mar em 1946. Já em cinema estreara em 1951, quando participou do filme Ângela. No mesmo ano fez o filme Suzana e o Presidente. Seu papel de maior destaque na TV foi o "Seu Jesus" da novela A História de Ana Raio e Zé Trovão da extinta TV Manchete.
Ao longo da sua carreira como ator de cinema Xandó Batista trabalhou ao lado de importantes nomes como Mazzaropi, Othon Bastos, e Jofre Soares. Atuou em sucessos do cinema nacional como: O Corintiano, O Homem do Pau Brasil, Tiradentes, O Mártir da Independência e O Predileto, entre vários outros filmes. Xandó Batista atuou em cerca de 36 filmes. No teatro fez: "Eles Não Usam Black-Tie", "Chapetuba Futebol Clube" e "Solness, o Construtor" e por O Predileto Xandó Batista ganhou o prêmio de melhor ator coadjuvante em 1977.
Como dublador, suas principais atuações foram  como Dr Bellows, na série "Jeannie É Um Gênio"  e Abner, em "A Feiticeira".
Xandó Batista foi casado duas vezes sendo que seu primeiro casamento foi com a atriz Léa Camargo e seu segundo casamento foi com a atriz Celeste, com quem teve três filhos.

## Filmografia

### Televisão[2]
| Ano       | Título                             | Personagem         | Notas                         |
| --------- | ---------------------------------- | ------------------ | ----------------------------- |
| 1952-1961 | Grande Teatro Tupi                 | Vários Personagens |                               |
| 1956      | Amores Imortais                    | Padre Corrêa       | Episódio: "Marília de Dirceu" |
| 1961      | O Príncipe de Nassau               | Frei               |                               |
| 1961      | O Vigilante Rodoviário             | —                  | Episódio: "Zuni, O potrinho"  |
| 1962      | O Vigilante Rodoviário             | Mordomo            | Episódio: "O Mordomo"         |
| 1965      | O Ébrio                            | Coronel Romualdo   |                               |
| 1968      | Teatro Cacilda Becker              | —                  | Episódio: "Anastácio"         |
| 1969      | O Bolha                            | Estevan            |                               |
| 1971      | Meu Pedacinho de Chão              | Pedro Galvão       |                               |
| 1972      | Vitória Bonelli                    | Agnello Pardini    |                               |
| 1974      | Ídolo de Pano                      | Professor Weltmann |                               |
| 1975      | O Velho, o Menino e o Burro        | Araújo             |                               |
| 1976      | Os Apóstolos de Judas              | —                  |                               |
| 1978      | O Direito de Nascer                | Miguel             |                               |
| 1982      | Paiol Velho                        | Antônio            |                               |
| 1982      | O Coronel e o Lobisomem            | Juca Quintanilha   |                               |
| 1982      | Renúncia                           | Fabão              |                               |
| 1983      | Braço de Ferro                     | Ulisses            |                               |
| 1984      | Meus Filhos, Minha Vida            | Armando            |                               |
| 1988      | Chapadão do Bugre                  | Cristaldo          |                               |
| 1990      | Pantanal                           | Padre              | Participação especial         |
| 1990      | O Canto das Sereias                | Laerte             |                               |
| 1990      | A História de Ana Raio e Zé Trovão | Seu Jesus          |                               |

### Cinema
| Ano  | Título                                  | Personagem                        | Notas                   |
| ---- | --------------------------------------- | --------------------------------- | ----------------------- |
| 1951 | Ângela                                  | Jogador                           |                         |
| 1951 | Suzana e o Presidente                   | —                                 |                         |
| 1952 | Tico-tico no Fubá                       | Vendedor de rádio                 |                         |
| 1952 | Sai da Frente                           | Funcionário da repartição pública |                         |
| 1952 | Appassionata                            | —                                 |                         |
| 1952 | Nadando em Dinheiro                     | Vendedor de robôs                 |                         |
| 1953 | Luz Apagada                             | Comandante                        |                         |
| 1953 | Uma Pulga na Balança                    | —                                 |                         |
| 1953 | Aventura no Rio                         | Inspetor                          | Não creditado           |
| 1954 | Candinho                                | Vicente                           |                         |
| 1958 | Rebelião em Vila Rica                   | Diretor Furtado                   | [ 3 ]                   |
| 1959 | O Preço da Vitória                      | —                                 |                         |
| 1963 | Mord in Rio                             | —                                 |                         |
| 1964 | Der Satan mit den roten Haaren          | —                                 |                         |
| 1965 | O Beijo                                 | Aprígio                           |                         |
| 1966 | O Corintiano                            | Maestro                           |                         |
| 1970 | Marcado para o Perigo                   | —                                 |                         |
| 1974 | O Trote dos Sádicos                     | Gerente                           |                         |
| 1975 | O Predileto                             | Onofre                            |                         |
| 1975 | A Casa das Tentações                    | —                                 |                         |
| 1975 | Efigênia Dá Tudo Que Tem                | Gerente                           |                         |
| 1975 | O Sexualista                            | —                                 |                         |
| 1976 | Já Não Se Faz Amor como Antigamente     | Batista                           | Segmento: "Flor de Lys" |
| 1976 | Chão Bruto                              | pai de Sinhana                    |                         |
| 1976 | Fruto Proibido                          | Juiz                              |                         |
| 1977 | Tiradentes, o Mártir da Independência   | —                                 |                         |
| 1977 | O Seminarista                           | Padre Confessor                   |                         |
| 1977 | Contos Eróticos                         | —                                 |                         |
| 1978 | A Noite dos Duros                       | Maracá                            |                         |
| 1979 | Histórias Que Nossas Babás não Contavam | Rei                               |                         |
| 1979 | A Noite dos Imorais                     | Oscar                             |                         |
| 1980 | Os Amantes da Chuva                     | —                                 |                         |
| 1980 | O Gosto do Pecado                       | Motorista                         |                         |
| 1982 | O Homem do Pau-brasil                   | —                                 |                         |

## Prêmios
| Ano  | Prêmio                     | Indicação               | Trabalho           | Resultado | ref   |
| ---- | -------------------------- | ----------------------- | ------------------ | --------- | ----- |
| 1959 | Prêmio Cidade de São Paulo | Melhor Ator Coadjuvante | O preço da Vitória | Venceu    | [ 6 ] |